# Nati il 30 novembre
| Questa pagina contiene informazioni ricavate automaticamente dalle voci biografiche con l'ausilio del template Bio e di un bot. L'aggiornamento è periodico e automatico e ricostruisce completamente la pagina. Se manca una persona in questa lista, sei pregato di non aggiungerla, ma accertati piuttosto che la sua voce biografica contenga il template Bio e che i dati anagrafici siano correttamente compilati. Se il template Bio manca, inseriscilo tu stesso o, in alternativa, metti l'avviso {{tmp\|Bio}} che ne segnala la mancanza. Se i dati riportati sono sbagliati, correggi direttamente la voce biografica; le modifiche saranno visibili in questa lista entro pochi giorni. Per chiarimenti vedi il progetto biografie. La lista contiene solo le 1.204 persone che sono citate nell'enciclopedia e per le quali è stato implementato correttamente il template Bio. Pagina aggiornata al 17 ago 2025. |

## XII secolo(1)
- 1194 - Andrea Caccioli, presbitero italiano († 1254)

## XIV secolo(6)
- 1301 - Andrea Corsini, religioso italiano († 1374)
- 1310 - Federico II di Meißen, nobile tedesco († 1349)
- 1340 - Margherita Drummond, regina († 1375)
- 1340 - Giovanni di Valois, duca francese († 1416)
- 1373 - Andrea Malatesta, condottiero italiano († 1416)
- 1397 - Hacı I Giray († 1466)

## XV secolo(7)
- 1427 - Casimiro IV di Polonia, sovrano polacco († 1492)
- 1465 - Mehmed I Giray, sovrano russo († 1523)
- 1466 - Andrea Doria, ammiraglio, politico e nobile italiano († 1560)
- 1482 - Lorenzo Carnesecchi, condottiero italiano
- 1485 - Veronica Gambara, poetessa italiana († 1550)
- 1492 - Laura Orsini, nobildonna italiana († 1530)
- 1498 - Andrés de Urdaneta, esploratore e navigatore spagnolo († 1568)

## XVI secolo(13)
- 1508 - Andrea Palladio, architetto, teorico dell'architettura e scenografo italiano († 1580)
- 1526 - Filippo III di Hanau-Münzenberg, tedesco († 1561)
- 1541 - Zenobia del Carretto Doria, principessa († 1590)
- 1547 - Carlo Antonio Dal Pozzo, arcivescovo cattolico e giurista italiano († 1607)
- 1548 - Claudio Gonzaga, nobile italiano († 1588)
- 1549 - Henry Savile, matematico e traduttore inglese († 1622)
- 1554 - Philip Sidney, poeta e militare britannico († 1586)
- 1565 - Pietro Fourier, presbitero francese († 1640)
- 1570 - Willem Janszoon, navigatore e esploratore olandese († 1630)
- 1579 - Anselm Casimir Wambolt von Umstadt, arcivescovo cattolico tedesco († 1647)
- 1591 - Andrea Bobola, gesuita e missionario polacco († 1657)
- 1594 - Giovanni Battista Doni, teorico della musica italiano († 1647)
- 1599 - Andrea Sacchi, pittore italiano († 1661)

## XVII secolo(26)
- 1614 - William Howard, I visconte Stafford, nobile britannico († 1680)
- 1622 - Robert van den Hoecke, pittore, incisore e architetto fiammingo († 1668)
- 1625 - Jean Domat, scrittore francese († 1696)
- 1626 - Cesare Pronti, pittore italiano († 1708)
- 1636 - Johannes Fabritius, pittore olandese († 1693)
- 1637 - Louis-Sébastien Le Nain de Tillemont, storico francese († 1698)
- 1642 - Andrea Pozzo, gesuita e architetto italiano († 1709)
- 1645 - Andreas Werckmeister, compositore, organista e teorico della musica tedesco († 1706)
- 1649 - Marziale Carpinoni, pittore italiano († 1724)
- 1650 - Domenico Martinelli, architetto italiano († 1718)
- 1658 - Francesco Torti, medico e anatomista italiano († 1741)
- 1660 - Victor Marie d'Estrées, ammiraglio francese († 1737)
- 1662 - Luis Belluga Moncada, cardinale e vescovo cattolico spagnolo († 1743)
- 1662 - Andrea Miglionico, pittore italiano († 1711)
- 1663 - Andrea Adami da Bolsena, cantore italiano († 1742)
- 1666 - Giovanni Cosimo Bonomo, medico italiano († 1696)
- 1667 - Jonathan Swift, scrittore e poeta irlandese († 1745)
- 1668 - Guglielmo Augusto di Sassonia-Eisenach, duca tedesco († 1671)
- 1670 - John Toland, filosofo e scrittore irlandese († 1722)
- 1678 - Juan José Navarro, ammiraglio spagnolo († 1772)
- 1683 - Ludwig Andreas von Khevenhüller, generale austriaco († 1744)
- 1684 - Andreas Möller, pittore danese († 1762)
- 1686 - Richard Lumley, II conte di Scarbrough, politico inglese († 1740)
- 1689 - Joseph Wamps, pittore francese († 1744)
- 1697 - Antonio Andrea Galli, cardinale italiano († 1767)
- 1699 - Cristiano VI di Danimarca, re († 1746)

## XVIII secolo(39)
- 1702 - Giulio Matteo Natali, vescovo cattolico italiano († 1782)
- 1711 - Ebenezer Kinnersley, fisico inglese († 1778)
- 1712 - Girolamo Volpi, arcivescovo cattolico italiano († 1798)
- 1717 - Andrzej Stanisław Młodziejowski, vescovo cattolico polacco († 1780)
- 1719 - Augusta di Sassonia-Gotha-Altenburg, principessa tedesca († 1772)
- 1723 - William Livingston, politico statunitense († 1790)
- 1726 - Jacques Aliamet, incisore e editore francese († 1788)
- 1736 - Samuel Greig, ammiraglio russo († 1788)
- 1738 - Thomas Robinson, II barone Grantham, politico inglese († 1786)
- 1744 - Karl Ludwig von Knebel, scrittore, poeta e traduttore tedesco († 1834)
- 1744 - Pietro Pedroni, pittore italiano († 1803)
- 1748 - Gioacchino Albertini, compositore italiano († 1812)
- 1749 - Vitangelo Bisceglia, botanico e agronomo italiano († 1817)
- 1752 - Augusta di Sassonia-Gotha-Altenburg, nobile tedesca († 1805)
- 1753 - Johann Schenk, compositore austriaco († 1836)
- 1755 - Vasilij Nikolaevič Zinov'ev, scrittore e nobile russo († 1827)
- 1756 - Ernst Chladni, fisico tedesco († 1827)
- 1756 - Johann Pezzl, scrittore tedesco († 1823)
- 1761 - Smithson Tennant, chimico inglese († 1815)
- 1762 - Pietro Calepio, politico italiano († 1834)
- 1764 - Abraham Girardet, incisore e disegnatore svizzero († 1823)
- 1764 - Franz Xaver Gerl, compositore e basso austriaco († 1827)
- 1767 - Maria Elisabetta di Thurn und Taxis, principessa tedesca († 1822)
- 1776 - Annibale Di Saluzzo, politico e militare italiano († 1852)
- 1777 - Louis de La Rochejaquelein, generale francese († 1815)
- 1778 - Andrés Guazurary, militare e politico argentino († 1821)
- 1779 - Giuseppe Grassi, giornalista, lessicografo e letterato italiano († 1831)
- 1782 - Cesare Pompeo Castelbarco, nobile, politico e compositore italiano († 1860)
- 1782 - Giuseppe Moretti, botanico italiano († 1853)
- 1785 - Carlo Federico Augusto di Meclemburgo-Strelitz, generale prussiano († 1837)
- 1791 - Luigi Caflisch, imprenditore svizzero († 1866)
- 1791 - Jacob Derk van Heeckeren Beverweerd, diplomatico olandese († 1884)
- 1794 - Louis-Charles Féron, vescovo cattolico francese († 1879)
- 1796 - Johann Carl Gottfried Loewe, compositore, direttore d'orchestra e baritono tedesco († 1869)
- 1797 - Richard Cleasby, filologo britannico († 1847)
- 1797 - Paolo Frisiani, astronomo e matematico italiano († 1880)
- 1797 - Otto Vincent Lange, politico norvegese († 1870)
- 1800 - Andreas Melczer von Kellemes, generale austriaco († 1873)
- 1800 - Pasquale Tola, magistrato, storico e politico italiano († 1874)

## XIX secolo(169)
- 1802 - Friedrich Adolf Trendelenburg, filosofo tedesco († 1872)
- 1803 - Luigi Mannelli, politico italiano († 1872)
- 1803 - Giuseppe Mazzacorati, politico italiano († 1887)
- 1803 - Gottfried Semper, architetto tedesco († 1879)
- 1804 - Maurizio d'Alberti della Briga, politico e generale italiano († 1887)
- 1805 - George François Reuter, botanico francese († 1872)
- 1807 - William Farr, medico britannico († 1883)
- 1807 - Antonio Garbiglietti, medico, entomologo e antropologo italiano († 1877)
- 1809 - Mark Lemon, giornalista, commediografo e scrittore inglese († 1870)
- 1810 - Oliver Winchester, imprenditore e politico statunitense († 1880)
- 1811 - Alfred Hardy, dermatologo francese († 1893)
- 1812 - Auguste Duméril, zoologo francese († 1870)
- 1813 - Louise-Victorine Ackermann, poetessa francese († 1890)
- 1813 - Charles-Valentin Alkan, pianista e compositore francese († 1888)
- 1813 - Gaspard Adolphe Chatin, medico, micologo e botanico francese († 1901)
- 1813 - Hermann Kurz, poeta e romanziere tedesco († 1873)
- 1813 - Pacifico Valussi, giornalista e politico italiano († 1893)
- 1814 - Eugène Rouher, politico francese († 1884)
- 1817 - Theodor Mommsen, storico, numismatico e giurista tedesco († 1903)
- 1819 - Vincenzo Cordova Savini, politico italiano († 1897)
- 1819 - Cyrus West Field, imprenditore statunitense († 1892)
- 1819 - Giuseppe La Masa, patriota, politico e militare italiano († 1881)
- 1820 - Giuseppe Alasia, politico e prefetto italiano († 1893)
- 1821 - Friedrich Alexander Buhse, botanico tedesco († 1898)
- 1821 - Frederick Temple, arcivescovo anglicano e educatore britannico († 1902)
- 1823 - Tom Arnold, docente e storico della letteratura inglese († 1900)
- 1825 - William-Adolphe Bouguereau, pittore e docente francese († 1905)
- 1825 - Giuseppe Vadi, patriota italiano († 1907)
- 1827 - Henri Ernest Baillon, botanico e medico francese († 1895)
- 1828 - Nicodemo I di Gerusalemme, arcivescovo ortodosso ottomano († 1910)
- 1830 - Luigi La Porta, patriota, politico e militare italiano († 1894)
- 1830 - Alfonso della Valle di Casanova, filantropo italiano († 1872)
- 1831 - Ippolito Nievo, scrittore, patriota e militare italiano († 1861)
- 1832 - Girolamo Mancini, storico e politico italiano († 1924)
- 1833 - Artur Immanuel Hazelius, filologo svedese († 1901)
- 1833 - Suzanne Lagier, attrice teatrale e cantante lirica francese († 1893)
- 1833 - Elizabeth Wolstenholme, attivista, saggista e poetessa britannica († 1918)
- 1834 - Aleksandra Sergeevna Al'bedinskaja, nobildonna russa († 1913)
- 1835 - Medoro Savini, giornalista, politico e pubblicista italiano († 1888)
- 1835 - Mark Twain, scrittore, umorista e aforista statunitense († 1910)
- 1838 - Heinrich Carl Haussknecht, botanico e farmacista tedesco († 1903)
- 1840 - Wilhelm Heinrich Erb, neurologo tedesco († 1921)
- 1843 - Costantino Palumbo, pianista e compositore italiano († 1928)
- 1846 - Andrés Manjón, presbitero, educatore e giurista spagnolo († 1923)
- 1846 - Jean-André Rixens, pittore francese († 1925)
- 1847 - Afonso Augusto Moreira Pena, avvocato e politico brasiliano († 1909)
- 1849 - Vincenzo Galloppi, pittore italiano († 1942)
- 1849 - Auguste Lepère, incisore, illustratore e pittore francese († 1918)
- 1849 - Italo Pizzi, iranista italiano († 1920)
- 1850 - Fausto Aphel, avvocato e prefetto italiano († 1931)
- 1851 - Felice Bisleri, patriota, chimico e imprenditore italiano († 1921)
- 1851 - Gerolamo Rovetta, scrittore e drammaturgo italiano († 1910)
- 1852 - Henry Jones, filosofo gallese († 1922)
- 1857 - Kuga Katsunan, giornalista giapponese († 1907)
- 1857 - Sampaio Bruno, filosofo e scrittore portoghese († 1915)
- 1858 - Jagadish Chandra Bose, fisico e botanico indiano († 1937)
- 1858 - Andrea Figari, pittore italiano († 1945)
- 1858 - Giovanni Rastelli, politico italiano († 1917)
- 1859 - Charles David Barry, tennista e crickettista irlandese († 1928)
- 1859 - Sergej Michajlovič Ljapunov, compositore e pianista russo († 1924)
- 1861 - Frank Brettell, calciatore e allenatore di calcio inglese († 1936)
- 1861 - Ludwig Thuille, compositore austriaco († 1907)
- 1862 - Eustachio Chita, brigante italiano († 1896)
- 1863 - Andrés Bonifacio, rivoluzionario filippino († 1897)
- 1863 - Ho Fook, imprenditore e filantropo cinese († 1926)
- 1863 - Vincenzo Galasso, militare italiano († 1917)
- 1863 - Richard Mollier, fisico e ingegnere austriaco († 1935)
- 1864 - Maurice de Maere d'Aertrycke, politico belga († 1941)
- 1865 - Teresa Mañé Miravet, anarchica e pubblicista spagnola († 1939)
- 1866 - Sarah Jane Baines, attivista britannica († 1951)
- 1866 - Robert Broom, medico e paleontologo sudafricano († 1951)
- 1867 - Henri-Gabriel Ibels, pittore francese († 1914)
- 1869 - Luigi Amantea, generale e politico italiano († 1949)
- 1869 - Andrea Cassulo, arcivescovo cattolico italiano († 1952)
- 1869 - Nils Gustaf Dalén, fisico svedese († 1937)
- 1869 - James Hamilton, III duca di Abercorn, nobile e politico britannico († 1953)
- 1869 - Konstantin Somov, pittore russo († 1939)
- 1869 - Alois Walde, linguista austriaco († 1924)
- 1870 - Antonio Andrea Cucca, poeta italiano († 1945)
- 1870 - Gertrud Eysoldt, attrice tedesca († 1955)
- 1870 - Cecil Forsyth, compositore, violista e musicologo inglese († 1940)
- 1870 - Alexander Munro, tiratore di fune britannico († 1934)
- 1870 - Enrichetta del Belgio, principessa belga († 1948)
- 1871 - Emanuele di Salm-Salm, nobile († 1916)
- 1871 - Pëtr Stoljarskij, violinista e insegnante sovietico († 1944)
- 1872 - Morris Fuller Benton, tipografo statunitense († 1948)
- 1872 - John McCrae, poeta, medico e militare canadese († 1918)
- 1873 - William Boyle, ammiraglio britannico († 1967)
- 1873 - Božena Benešová, scrittrice, poetessa e drammaturga ceca († 1936)
- 1874 - Winston Churchill, politico, storico e giornalista britannico († 1965)
- 1874 - Friedrich Hasenöhrl, fisico austriaco († 1915)
- 1874 - Lloyd Ingraham, attore, regista e sceneggiatore statunitense († 1956)
- 1874 - Lucy Maud Montgomery, scrittrice canadese († 1942)
- 1874 - René Waleff, canottiere francese († 1961)
- 1875 - Zaccaria Bricito, politico italiano († 1962)
- 1875 - Otto Strandman, politico, avvocato e diplomatico estone († 1941)
- 1876 - Bernhard Adelung, politico tedesco († 1943)
- 1876 - Andreas Andreadis, economista greco († 1935)
- 1876 - Muṣṭafā Luṭfī al-Manfalūṭī, scrittore e poeta egiziano († 1924)
- 1876 - Michail Nicolaevič Savojarov, compositore, cantante e poeta russo († 1941)
- 1876 - Felix Alexander von Cube, naturalista, medico e alpinista tedesco († 1964)
- 1877 - Nikolaos Andriakopoulos, ginnasta greco († 1896)
- 1877 - Ottorino Mezzetti, generale italiano († 1962)
- 1878 - Ermanno Carlotto, militare italiano († 1900)
- 1879 - Raffaele Bagnulo, esperantista e giurista italiano († 1975)
- 1879 - Laura Clifford Barney, scrittrice, insegnante e filantropa statunitense († 1974)
- 1879 - Louis Segondi, mezzofondista francese († 1949)
- 1880 - Adam Czerniaków, politico e ingegnere polacco († 1942)
- 1881 - Horacio Álvarez Mesa, scrittore e politico spagnolo († 1936)
- 1881 - Roger Cousinet, pedagogista francese († 1973)
- 1881 - Alfredo Cuscinà, compositore italiano († 1955)
- 1881 - Andrea Glavina, politico e scrittore italiano († 1925)
- 1881 - Andrea Nicola, calciatore italiano († 1936)
- 1882 - Luciano Albertini, attore, regista e produttore cinematografico italiano († 1945)
- 1882 - Édouard Mény de Marangue, tennista francese († 1960)
- 1882 - Frithjof Olsen, ginnasta norvegese († 1922)
- 1883 - Louis Billotey, pittore francese († 1940)
- 1884 - Giovanni Barrella, attore, commediografo e poeta italiano († 1967)
- 1884 - Robert Sears, schermidore statunitense († 1979)
- 1884 - Ture Rangström, compositore, critico musicale e direttore d'orchestra svedese († 1947)
- 1885 - Otto Hersing, ammiraglio tedesco († 1960)
- 1885 - Albert Kesselring, generale tedesco († 1960)
- 1885 - Charles West, attore statunitense († 1943)
- 1886 - Paolo Giovanni Crida, pittore italiano († 1967)
- 1886 - Karl Struss, direttore della fotografia e fotografo statunitense († 1981)
- 1886 - Đuro Đaković, politico e rivoluzionario jugoslavo († 1929)
- 1886 - Şadiye Sultan, principessa ottomana († 1977)
- 1887 - Francesco Angelini, farmacista, imprenditore e politico italiano († 1964)
- 1887 - Ernst Boepple, militare tedesco († 1950)
- 1887 - Clotilde García Borrero, attivista colombiana († 1969)
- 1887 - Pier Maria Rosso di San Secondo, scrittore, drammaturgo e giornalista italiano († 1956)
- 1888 - Ralph Hartley, scienziato statunitense († 1970)
- 1889 - Edgar Douglas Adrian, medico e fisiologo britannico († 1977)
- 1889 - Ettore Berra, calciatore, arbitro di calcio e giornalista italiano († 1967)
- 1889 - Giovanni Marchese, ciclista su strada italiano († 1954)
- 1889 - Shōji Nishimura, ammiraglio giapponese († 1944)
- 1890 - Guglielmo Moschino, calciatore italiano († 1951)
- 1890 - József Munk, nuotatore ungherese
- 1890 - Wetryk, illusionista italiano († 1936)
- 1891 - Pietro Campilli, politico italiano († 1974)
- 1891 - Luciano Doria, giornalista, regista e sceneggiatore italiano († 1961)
- 1891 - B. B. Kahane, produttore cinematografico statunitense († 1960)
- 1892 - Tótila Albert Schneider, artista e filosofo cileno († 1967)
- 1893 - Väinö Kajander, lottatore finlandese († 1978)
- 1893 - Ettore Maria Margadonna, sceneggiatore, giornalista e critico cinematografico italiano († 1975)
- 1893 - Israel Joshua Singer, scrittore polacco († 1944)
- 1894 - Basil Bennett, martellista statunitense († 1938)
- 1894 - Quintino Di Vona, antifascista italiano († 1944)
- 1894 - Andreas Dombrowski, aviatore austro-ungarico
- 1894 - Donald Ogden Stewart, scrittore e sceneggiatore statunitense († 1980)
- 1895 - Johann Nepomuk David, compositore austriaco († 1977)
- 1895 - Vincenzo Bonaventura Medori, vescovo cattolico italiano († 1950)
- 1896 - Jan Verheijen, sollevatore olandese († 1973)
- 1897 - Virginia Henderson, infermiera, insegnante e scrittrice statunitense († 1996)
- 1897 - Lee Morse, attrice e cantante statunitense († 1954)
- 1897 - Gustaaf Nietvelt, compositore di scacchi belga († 1961)
- 1897 - Guido Paglia, militare italiano († 1936)
- 1897 - José Pérez, calciatore uruguaiano († 1920)
- 1897 - Octávio Trompowsky, scacchista brasiliano († 1984)
- 1898 - William Roy Lyman, giocatore di football americano statunitense († 1972)
- 1898 - Joe Lynch, pugile statunitense († 1965)
- 1898 - Mario Mattoli, regista, sceneggiatore e impresario teatrale italiano († 1980)
- 1899 - Andrej Grigor'evič Kravčenko, generale sovietico († 1963)
- 1899 - Hans Krása, compositore ceco († 1944)
- 1900 - Geoffrey Household, scrittore inglese († 1988)
- 1900 - Mary Lasker, antiquaria e filantropa statunitense († 1994)
- 1900 - Hake Talbot, scrittore statunitense († 1986)
- 1900 - Luigi Stipa, ufficiale e partigiano italiano († 1992)
- 1900 - Francesco Zagar, astronomo e matematico italiano († 1976)

## XX secolo(919)
- 1901 - Nicola Corsetti, calciatore italiano († 2002)
- 1901 - Bruno Dentelli, calciatore e allenatore di calcio italiano († 1960)
- 1901 - Guido Giovanelli, velista italiano († 1975)
- 1901 - Jacqueline Logan, attrice, ballerina e attivista statunitense († 1983)
- 1901 - Alfonso Maria di Borbone-Due Sicilie, principe spagnolo († 1964)
- 1902 - Maria Bellonci, scrittrice, traduttrice e biografa italiana († 1986)
- 1902 - Giordano Dell'Amore, economista, banchiere e politico italiano († 1981)
- 1902 - Matteo Salineri, calciatore italiano († 1994)
- 1903 - Claude Arrieu, compositrice francese († 1990)
- 1903 - Gian Luigi Centemeri, compositore e organista italiano († 1997)
- 1903 - Madame Grès, stilista francese († 1993)
- 1903 - Giovanni Mion, calciatore italiano († 1967)
- 1903 - Evgenij Petrovič Petrov, scrittore sovietico († 1942)
- 1903 - Ernesto Silvani, calciatore italiano († 1931)
- 1904 - Clyfford Still, pittore statunitense († 1980)
- 1905 - Guido Jarach, banchiere e dirigente d'azienda italiano († 1991)
- 1906 - Giovanni Agnes, militare e marinaio italiano († 1941)
- 1906 - Miguel de Capriles, schermidore statunitense († 1981)
- 1906 - John Dickson Carr, scrittore statunitense († 1977)
- 1906 - Andrés Henestrosa, scrittore, storico e politico messicano († 2008)
- 1907 - Johnny Arnold, calciatore e crickettista inglese († 1984)
- 1907 - Jacques Barzun, storico francese († 2012)
- 1907 - Fritz Eckhardt, attore, cabarettista e sceneggiatore austriaco († 1995)
- 1907 - Alfred Schmitt, astronomo francese († 1975)
- 1908 - Adolfo Della Noce, militare italiano († 1936)
- 1909 - Robert Nighthawk, cantante e musicista statunitense († 1967)
- 1909 - Leon Nikolaevič Saakov, regista sovietico († 1988)
- 1910 - Ezio Andolfato, militare italiano († 1936)
- 1910 - Jean Fievez, calciatore belga († 1997)
- 1910 - Jimmy Kelly, calciatore irlandese († 1970)
- 1910 - Carlo Leone, avvocato e politico italiano
- 1910 - Marcello Moretti, attore italiano († 1961)
- 1911 - Evaristo Barrera, calciatore e allenatore di calcio argentino († 1982)
- 1911 - Isser Harel, agente segreto israeliano († 2003)
- 1911 - Jorge Negrete, cantante e attore messicano († 1953)
- 1911 - Hans Nielsen, attore e doppiatore tedesco († 1965)
- 1911 - Michele Pantaleone, saggista, giornalista e politico italiano († 2002)
- 1911 - Rinaldo Petrozzi, calciatore italiano
- 1911 - Pietro Solero, presbitero, militare e alpinista italiano († 1973)
- 1912 - Giulio Gerardi, fondista italiano († 2001)
- 1912 - Aleksandrs Martinsons, cestista lettone († 2001)
- 1912 - Walter J. Ong, religioso, antropologo e filosofo statunitense († 2003)
- 1912 - Arturo Paoli, presbitero, religioso e missionario italiano († 2015)
- 1912 - Gordon Parks, regista, sceneggiatore e attore statunitense († 2006)
- 1913 - Andrés Gómez Domínguez, cestista messicano († 1991)
- 1913 - Gianni Solaro, attore italiano († 2006)
- 1914 - Corrado Baccarini, aviatore italiano († 1938)
- 1914 - Gianni Cajafa, attore italiano († 1997)
- 1914 - Mikuláš Šprinc, poeta, scrittore e presbitero slovacco († 1986)
- 1915 - Alfrēds Hermanovskis, cestista lettone († 1981)
- 1915 - Brownie McGhee, chitarrista e attore statunitense († 1996)
- 1915 - Henry Taube, chimico canadese († 2005)
- 1916 - Renato Bacchini, imprenditore italiano († 1983)
- 1916 - John Franklin Bardin, scrittore statunitense († 1981)
- 1916 - Andrée De Jongh, partigiana belga († 2007)
- 1916 - Günther Ortmann, pallamanista tedesco († 2002)
- 1916 - Armand Putzeyse, ciclista su strada belga († 2003)
- 1917 - Ilse Steppat, attrice e doppiatrice tedesca († 1969)
- 1918 - Tom Johnston, allenatore di calcio e calciatore scozzese († 1994)
- 1918 - Efrem Zimbalist Jr., attore e doppiatore statunitense († 2014)
- 1919 - Edward C.T. Chao, geologo statunitense († 2008)
- 1919 - Giacomo Di Segni, pugile e attore italiano († 1986)
- 1919 - Marcel Francisci, mafioso e politico francese († 1982)
- 1919 - Partenio III di Alessandria, vescovo ortodosso egiziano († 1996)
- 1920 - Sam Angel, giocatore di poker statunitense († 2007)
- 1920 - Stuart Lancaster, attore statunitense († 2000)
- 1920 - Virginia Mayo, attrice e ballerina statunitense († 2005)
- 1920 - Claudio Pavone, partigiano, storico e archivista italiano († 2016)
- 1920 - Francesco Placereani, presbitero e traduttore italiano († 1986)
- 1920 - Peppe Romano, scultore italiano († 2009)
- 1920 - Ferenc Rákosi, calciatore ungherese († 2010)
- 1920 - Lilia Torriani, ginnasta italiana († 2003)
- 1921 - Bram Appel, calciatore e allenatore di calcio olandese († 1997)
- 1921 - Alberto González, calciatore paraguaiano († 2003)
- 1921 - Eugene Walter, attore e scrittore statunitense († 1998)
- 1922 - Emilio Aldecoa, calciatore e allenatore di calcio spagnolo († 1999)
- 1922 - Jorge Benegas, calciatore argentino († 2020)
- 1922 - Graham Crowden, attore britannico († 2010)
- 1923 - Andrea Cagnoni, calciatore italiano
- 1923 - Cho Nam-chul, goista sudcoreano († 2006)
- 1923 - Raúl Shaw Moreno, cantante e compositore boliviano († 2003)
- 1923 - Giovanni Tarditi, grecista e filologo classico italiano († 1996)
- 1924 - Arioldo Arioldi, partigiano italiano († 2006)
- 1924 - Shirley Chisholm, politica e attivista statunitense († 2005)
- 1924 - Jacques Dacqmine, attore e doppiatore francese († 2010)
- 1924 - Efim Fradkin, fisico russo († 1999)
- 1924 - Klaus Huber, compositore svizzero († 2017)
- 1924 - Igor' Nikolaev, regista sovietico († 2013)
- 1924 - Traugott Oberer, calciatore svizzero († 1974)
- 1924 - Allan Sherman, scrittore e cantante statunitense († 1973)
- 1925 - Lise Bourdin, attrice francese
- 1925 - Martin E. Brooks, attore statunitense († 2015)
- 1925 - Giordano Cavestro, partigiano italiano († 1944)
- 1925 - Francesca Cipriani, cestista italiana († 2020)
- 1925 - Sergio Ferriani, cestista italiano († 2001)
- 1925 - Sanpei Hayashiya I, attore e comico giapponese († 1980)
- 1925 - Vojtěch Jasný, regista e sceneggiatore ceco († 2019)
- 1925 - Thomas Francis Little, arcivescovo cattolico australiano († 2008)
- 1925 - Maryon Pittman Allen, giornalista e politica statunitense († 2018)
- 1925 - Paolo Spriano, partigiano, storico e saggista italiano († 1988)
- 1925 - Sverre Strandli, martellista norvegese († 1985)
- 1926 - Richard Crenna, attore, regista e produttore televisivo statunitense († 2003)
- 1926 - Rosina Frulla, partigiana italiana († 2015)
- 1926 - Chie Nakane, antropologa giapponese († 2021)
- 1926 - Andrew Viktor Schally, medico polacco († 2024)
- 1926 - Vera Valli, cantante italiana († 2003)
- 1927 - Martha Chase, genetista statunitense († 2003)
- 1927 - Ubaldo Faina, calciatore argentino († 1981)
- 1927 - Robert Guillaume, attore e doppiatore statunitense († 2017)
- 1927 - Jack Metcalf, politico statunitense († 2007)
- 1927 - Viola Myers, velocista canadese († 1993)
- 1927 - Keizō Yamada, maratoneta giapponese († 2020)
- 1928 - Manuel Badenes, calciatore spagnolo († 2007)
- 1928 - Carlos Carranza, ex calciatore uruguaiano
- 1928 - Takako Doi, politica giapponese († 2014)
- 1928 - Huguette Dreyfus, clavicembalista francese († 2016)
- 1928 - Joe Hall, cestista e allenatore di pallacanestro statunitense († 2022)
- 1928 - Bernard Heidsieck, poeta francese († 2014)
- 1928 - Peter Hans Kolvenbach, gesuita olandese († 2016)
- 1928 - Karin Söder, politica svedese († 2015)
- 1928 - Enzo Tortora, conduttore televisivo, autore televisivo e conduttore radiofonico italiano († 1988)
- 1929 - Doğan Babacan, arbitro di calcio e calciatore turco († 2018)
- 1929 - Hildor Arnold Barton, storico statunitense († 2016)
- 1929 - Dick Clark, conduttore televisivo, conduttore radiofonico e imprenditore statunitense († 2012)
- 1929 - Joan Ganz Cooney, produttrice televisiva statunitense
- 1929 - Peter Krieger, calciatore tedesco († 1981)
- 1929 - Antonio Mazzi, presbitero, educatore e attivista italiano
- 1929 - Andrea Raggio, politico italiano († 2013)
- 1929 - Sepp Wäsche, attore e doppiatore tedesco († 2002)
- 1930 - Mario Andrea Bartolini, politico e sindacalista italiano († 2019)
- 1930 - James Boyd, pugile statunitense († 1997)
- 1930 - Kenneth Frampton, storico dell'architettura e teorico dell'architettura britannico
- 1930 - Wayne Frye, canottiere statunitense († 2014)
- 1930 - Hope Holiday, attrice, cantante e produttrice cinematografica statunitense
- 1930 - Gordon Liddy, avvocato statunitense († 2021)
- 1930 - Mario Perosino, pittore italiano († 2008)
- 1930 - Richie Regan, cestista e allenatore di pallacanestro statunitense († 2002)
- 1931 - Antonio Bonezzi, calciatore argentino († 1967)
- 1931 - Cotton Davidson, giocatore di football americano statunitense († 2022)
- 1931 - Jack Ging, attore statunitense († 2022)
- 1931 - Günther Herbig, direttore d'orchestra tedesco
- 1931 - Mino Martinazzoli, politico italiano († 2011)
- 1931 - Bruce C. Murray, geologo statunitense († 2013)
- 1931 - Umberto Serradimigni, allenatore di calcio e calciatore italiano († 2015)
- 1931 - Romila Thapar, scrittrice e storica indiana
- 1931 - Bill Walsh, allenatore di football americano statunitense († 2007)
- 1931 - Vital João Geraldo Wilderink, vescovo cattolico olandese († 2014)
- 1932 - Vasilij Pavlovič Aksënov, scrittore russo († 2009)
- 1932 - Pál Berendi, calciatore ungherese († 2019)
- 1932 - Alex Blignaut, pilota automobilistico sudafricano († 2001)
- 1932 - Fernando Mario Chávez Ruvalcaba, vescovo cattolico, filosofo e teologo messicano († 2021)
- 1932 - Jos Hoevenaers, ciclista su strada belga († 1995)
- 1932 - Gérard Lauzier, fumettista, regista e sceneggiatore francese († 2008)
- 1932 - Macon McCalman, attore statunitense († 2005)
- 1932 - George McLeod, calciatore scozzese († 2016)
- 1933 - Laura Balbo, sociologa e politica italiana
- 1933 - Pedro Callá, ex calciatore argentino
- 1933 - Ruggero Cini, compositore, arrangiatore e direttore d'orchestra italiano († 1981)
- 1933 - Norman Deeley, calciatore inglese († 2007)
- 1933 - Anna Laura Lepschy, linguista e storica della letteratura italiana
- 1933 - Matteo Masiello, pittore italiano († 2020)
- 1933 - Warren Munson, attore statunitense
- 1933 - Livio Paladin, giurista e politico italiano († 2000)
- 1933 - Jeanloup Sieff, fotografo francese († 2000)
- 1933 - Dennis Stevens, calciatore britannico († 2012)
- 1933 - Tsai Chin, attrice, cantante e regista teatrale cinese
- 1933 - Girolamo de Liguori, filosofo e storico della scienza italiano († 2022)
- 1934 - Amalia Ciardi Dupré, scultrice italiana († 2024)
- 1934 - Lansana Conté, politico e militare guineano († 2008)
- 1934 - Luiza Erundina, politica e attivista brasiliana
- 1934 - Judith Roberts, attrice statunitense
- 1934 - Gerhard Vogt, calciatore tedesco orientale († 2003)
- 1935 - Stojan Andov, politico macedone († 2024)
- 1935 - John Trevor Blokdyk, pilota automobilistico sudafricano († 1995)
- 1935 - Aldo Falchi, scultore italiano († 2020)
- 1935 - Steve Hamilton, giocatore di baseball, cestista e allenatore di baseball statunitense († 1997)
- 1935 - Marcello Morace, giornalista italiano († 1986)
- 1935 - Viktor Ivanovič Tregubovič, regista, attore e sceneggiatore sovietico († 1992)
- 1936 - Eric Walter Elst, astronomo belga († 2022)
- 1936 - Knud Enemark, ciclista su strada danese († 1960)
- 1936 - Abbie Hoffman, attivista e politico statunitense († 1989)
- 1936 - Vinka Jeričević, ex nuotatrice jugoslava
- 1936 - Abdul Waheed Khan, hockeista su prato pakistano († 2022)
- 1936 - Christiane Klapisch-Zuber, storica e docente francese († 2024)
- 1936 - Giuseppe Mario Moretto, ex arbitro di calcio italiano
- 1936 - René Schneider, calciatore svizzero († 2011)
- 1936 - Rudi Stern, artista e gallerista statunitense († 2006)
- 1936 - Sammy Wilson, ex calciatore nordirlandese
- 1937 - Ėduard Nikolaevič Artem'ev, compositore russo († 2022)
- 1937 - Sachiko Chijimatsu, attrice e doppiatrice giapponese
- 1937 - Sean Dunphy, cantante irlandese († 2011)
- 1937 - Frank Ifield, cantante australiano († 2024)
- 1937 - Luther Ingram, cantautore statunitense († 2007)
- 1937 - Miúcha, cantante e compositrice brasiliana († 2018)
- 1937 - Andrea Nesti, calciatore italiano († 2017)
- 1937 - Ridley Scott, regista, produttore cinematografico e produttore televisivo britannico
- 1937 - Tom Simpson, ciclista su strada e pistard britannico († 1967)
- 1937 - Mike Smith, allenatore di calcio inglese († 2021)
- 1937 - Jesús del Muro, calciatore e allenatore di calcio messicano († 2022)
- 1938 - Andrea Branzi, architetto e designer italiano († 2023)
- 1938 - Caio Mario Coluzzi Bartoccioni, biologo e epidemiologo italiano († 2012)
- 1938 - Jean Eustache, regista francese († 1981)
- 1938 - Giorgio Garuzzo, ingegnere, dirigente d'azienda e imprenditore italiano
- 1938 - Makio Inoue, attore e doppiatore giapponese († 2019)
- 1938 - Tomislav Ivančić, presbitero e teologo croato († 2017)
- 1938 - Margarita Salas, biochimica spagnola († 2019)
- 1939 - Chandra Bahadur Dangi, nepalese († 2015)
- 1939 - Andrej Chržanovskij, regista sovietico
- 1939 - Şerban Ciochină, triplista rumeno († 2023)
- 1939 - Fatmir Frashëri, calciatore e allenatore di calcio albanese († 2019)
- 1939 - Renzo Gattegna, avvocato italiano († 2020)
- 1939 - Adam Greenberg, direttore della fotografia israeliano
- 1939 - Piergaetano Marchetti, giurista, dirigente d'azienda e notaio italiano
- 1939 - Walter Weller, direttore d'orchestra e violinista austriaco († 2015)
- 1940 - Jaime Frontera, ex cestista portoricano
- 1940 - Giampiero Giunti, regista, attore e montatore italiano († 2012)
- 1940 - John Jarvis, karateka neozelandese
- 1940 - John Keogh, ex calciatore irlandese
- 1940 - Ion Monea, pugile rumeno († 2011)
- 1940 - Pauli Nevala, giavellottista finlandese († 2025)
- 1940 - J.C. Quinn, attore statunitense († 2004)
- 1940 - Peter Shreeves, ex calciatore e allenatore di calcio gallese
- 1940 - Harry Thomason, regista, sceneggiatore e produttore cinematografico statunitense
- 1940 - Dan Tieman, cestista e allenatore di pallacanestro statunitense († 2012)
- 1941 - Kees Aarts, calciatore olandese († 2008)
- 1941 - Alberto Ginulfi, calciatore italiano († 2023)
- 1941 - Ali Hassan al-Majid, politico, generale e criminale di guerra iracheno († 2010)
- 1941 - Rosalind Krauss, critica d'arte statunitense
- 1941 - Na Moon-hee, attrice cinese
- 1941 - Barbara Neely, scrittrice statunitense († 2020)
- 1941 - Emily Reuer, attrice e doppiatrice tedesca († 1981)
- 1942 - Michael Ah Matt, cestista australiano († 1983)
- 1942 - Livio Forma, giornalista italiano († 2015)
- 1942 - Thomas Cleveland Holt, storico statunitense
- 1942 - Jamie Muir, percussionista britannico († 2025)
- 1942 - Winston Severn, attore e produttore cinematografico statunitense
- 1943 - Letty Aronson, produttrice cinematografica statunitense
- 1943 - Andreas Chaikalīs, ex cestista greco
- 1943 - Rolf Edling, ex schermidore svedese
- 1943 - Kaoru Ikeya, astronomo giapponese
- 1943 - Ulay, artista e fotografo tedesco († 2020)
- 1943 - Leo Lyons, bassista, compositore e produttore discografico britannico
- 1943 - Terrence Malick, regista, sceneggiatore e produttore cinematografico statunitense
- 1943 - Annette Messager, artista francese
- 1943 - Luciana Savignano, ballerina italiana
- 1943 - Androulla Vassiliou, politica cipriota
- 1943 - Abd al-Aziz bin Abd Allah Al ash-Sheikh, islamista saudita
- 1944 - Joseph Boakai, politico liberiano
- 1944 - Paolo De Ioanna, funzionario italiano († 2018)
- 1944 - William Dear, regista, produttore cinematografico e sceneggiatore canadese
- 1944 - George Graham, ex calciatore e allenatore di calcio scozzese
- 1944 - Jarir Houmane, calciatore marocchino († 2018)
- 1944 - Ibrahima Sory Keita, ex calciatore guineano
- 1944 - Benjamin Kogo, siepista keniota († 2022)
- 1944 - Gérard Lespinasse, ex cestista francese
- 1944 - John Pasquin, regista e produttore televisivo statunitense
- 1944 - Armando Verdiglione, editore, saggista e psicanalista italiano
- 1945 - Eric Edwards, ex attore pornografico statunitense
- 1945 - Freddy Ehlers, politico ecuadoriano
- 1945 - Roger Glover, bassista e produttore discografico britannico
- 1945 - Rosanna Lambertucci, conduttrice televisiva e conduttrice radiofonica italiana
- 1945 - Radu Lupu, pianista rumeno († 2022)
- 1945 - Mary Millington, attrice pornografica, attivista e imprenditrice britannica († 1979)
- 1945 - Adriano Pella, ciclista su strada italiano († 2013)
- 1946 - Marina Abramović, artista serba
- 1946 - Angiola Baggi, doppiatrice, direttrice del doppiaggio e attrice italiana
- 1946 - Jeffrey Boam, sceneggiatore e produttore cinematografico statunitense († 2000)
- 1946 - Yechezkel Chazom, calciatore israeliano († 2023)
- 1946 - Barbara Cubin, politica e chimico statunitense
- 1946 - Andreas D. Fröhlich, insegnante tedesco
- 1946 - Tom Kondla, ex cestista statunitense
- 1946 - Ian Sneddon, ex calciatore scozzese
- 1947 - Sergio Badilla Castillo, poeta e traduttore cileno
- 1947 - Stuart Baird, produttore cinematografico, montatore e regista britannico
- 1947 - Nicola Bux, teologo italiano
- 1947 - Jude Ciccolella, attore statunitense
- 1947 - Antonio Colombo, allenatore di calcio e ex calciatore italiano
- 1947 - Karl-Heinz Handschuh, ex calciatore tedesco
- 1947 - Véronique Le Flaguais, attrice e sceneggiatrice francese
- 1947 - David Mamet, drammaturgo, sceneggiatore e produttore cinematografico statunitense
- 1947 - Moses Nagamootoo, politico guyanese
- 1947 - Charles Savarin, politico dominicense
- 1948 - Larry Bishop, attore e regista statunitense
- 1948 - Lev Brovars'kyj, calciatore e allenatore di calcio sovietico († 2009)
- 1948 - Philippe Garot, calciatore e allenatore di calcio belga († 2023)
- 1948 - Zahra Kazemi, giornalista e fotografa iraniana († 2003)
- 1948 - Hans Moravec, informatico canadese
- 1948 - Marguerite Porter, ex ballerina britannica
- 1949 - Jim Chones, ex cestista statunitense
- 1949 - Matthew Festing, religioso britannico († 2021)
- 1949 - Linda Gustavson, ex nuotatrice statunitense
- 1949 - Theodoros Pallas, calciatore greco († 2025)
- 1949 - Margaret Whitton, attrice statunitense († 2016)
- 1950 - Naim Allaj, ex calciatore albanese
- 1950 - Andrea Aloi, giornalista e scrittore italiano
- 1950 - Eduardo Amorim, allenatore di calcio e ex calciatore brasiliano
- 1950 - J. Arch Getty, storico statunitense († 2025)
- 1950 - Serhij Vasyl'ovyč Kuznecov, ex calciatore sovietico
- 1950 - Agim Nebi, pittore e decoratore albanese
- 1950 - Andy Rymarczuk, calciatore statunitense († 1997)
- 1950 - Rudolf Strejček, sollevatore cecoslovacco
- 1950 - William Vail, attore e scenografo statunitense
- 1950 - Paul Westphal, cestista e allenatore di pallacanestro statunitense († 2021)
- 1950 - Kathryn Witt, attrice e produttrice cinematografica statunitense
- 1951 - Hubert Büchel, diplomatico liechtensteinese
- 1951 - Red Canzian, compositore, cantautore e polistrumentista italiano
- 1951 - Severino Cesari, giornalista e curatore editoriale italiano († 2017)
- 1951 - June Chadwick, attrice britannica
- 1951 - Susie Corrock, ex sciatrice alpina statunitense
- 1951 - José Ángel Egido, attore spagnolo
- 1951 - Franco Facchini, scrittore e poeta italiano († 2024)
- 1951 - Peter Feigl, ex tennista austriaco
- 1951 - Pepe Kalle, cantante della Repubblica Democratica del Congo († 1998)
- 1951 - Kyra Kyrklund, cavallerizza finlandese
- 1951 - Peter Pau, direttore della fotografia cinese
- 1951 - Peter Reichel, ex calciatore tedesco
- 1951 - Andrea Tidona, attore e doppiatore italiano
- 1951 - Bo Welch, scenografo e regista statunitense
- 1952 - Semën Byčkov, direttore d'orchestra russo
- 1952 - Keith Giffen, fumettista statunitense († 2023)
- 1952 - Michèle Gurdal, ex tennista belga
- 1952 - Marek Kanievska, regista britannico
- 1952 - Sven O. Kullander, biologo e ittiologo svedese
- 1952 - Sam McCullum, ex giocatore di football americano statunitense
- 1952 - Cathal Muckian, ex calciatore irlandese
- 1952 - Chatchai Paholpat, allenatore di calcio e ex calciatore thailandese
- 1952 - Mandy Patinkin, attore e cantante statunitense
- 1952 - Chirawat Pimpawatin, ex calciatore thailandese
- 1952 - Dick Schoenaker, ex calciatore e dirigente sportivo olandese
- 1952 - Henry Selick, regista, produttore cinematografico e scrittore statunitense
- 1953 - Spiko Çuri, ex calciatore albanese
- 1953 - Mike Espy, politico statunitense
- 1953 - Donatella Linguiti, politica italiana
- 1953 - David Sancious, musicista statunitense
- 1953 - Gian Piero Scanu, politico italiano
- 1953 - Shuggie Otis, cantautore, polistrumentista e produttore discografico statunitense
- 1954 - Wayne Bartholomew, surfista australiano
- 1954 - Romero Jucá, politico e economista brasiliano
- 1954 - Muli Katzurin, allenatore di pallacanestro israeliano
- 1954 - Werner Lampe, ex nuotatore tedesco
- 1954 - Dušan Repovš, matematico sloveno
- 1954 - Gigi Savoia, attore italiano
- 1954 - Simonetta Stefanelli, attrice italiana
- 1954 - Lawrence Summers, politico e economista statunitense
- 1954 - Douglas Wick, produttore cinematografico e sceneggiatore statunitense
- 1955 - Billy Idol, cantante britannico
- 1955 - Richard Burr, politico statunitense
- 1955 - Renata Calderini, ballerina italiana
- 1955 - Kevin Conroy, attore e doppiatore statunitense († 2022)
- 1955 - David Dunne, ex nuotatore britannico
- 1955 - Lucio Filippucci, fumettista italiano
- 1955 - Peter Fishman, scultore e pittore russo
- 1955 - Deborra-Lee Furness, attrice, regista e produttrice cinematografica australiana
- 1955 - Andy Gray, ex calciatore scozzese
- 1955 - Robert Houston, regista e attore statunitense
- 1955 - Joel Kramer, ex cestista statunitense
- 1955 - Bill Pohlad, produttore cinematografico e regista statunitense
- 1955 - Muricy Ramalho, dirigente sportivo, allenatore di calcio e ex calciatore brasiliano
- 1956 - Cornelia Ernst, politica tedesca
- 1956 - Mohamed Redouane Guemri, ex calciatore algerino
- 1956 - Əli Əsədov, politico azero
- 1956 - Michael Hoffman, regista, sceneggiatore e produttore cinematografico statunitense
- 1956 - Lily Knight, attrice statunitense
- 1956 - Heinz Rudolf Kunze, cantante, scrittore e cantautore tedesco
- 1956 - Riccardo Lamba, arcivescovo cattolico italiano
- 1956 - Gennaro Licciardi, mafioso italiano († 1994)
- 1956 - Mimmo Mignemi, attore e regista teatrale italiano
- 1956 - Constance Money, ex attrice pornografica statunitense
- 1956 - Claude-Oliver Rudolph, attore, produttore cinematografico e regista tedesco
- 1956 - Ace Rusevski, ex pugile jugoslavo
- 1956 - Iain Softley, regista britannico
- 1957 - Sharon Amiet, ex cestista australiana
- 1957 - Richard Barbieri, musicista britannico
- 1957 - Djibril Bassolé, politico burkinabé
- 1957 - Celso Roth, allenatore di calcio brasiliano
- 1957 - Hervé Ducroux, attore e regista teatrale francese
- 1957 - Massimo Ercolani, pilota di rally sammarinese († 2009)
- 1957 - Alexander Held, attore tedesco
- 1957 - Gary Lewis, attore britannico
- 1957 - Liu Peiqi, attore cinese
- 1957 - Thomas McElwee, rivoluzionario irlandese († 1981)
- 1957 - Andrea Sammaritani, ex fondista sammarinese
- 1957 - Margaret Spellings, politica statunitense
- 1957 - Tomorowo Taguchi, attore, regista e cantante giapponese
- 1957 - Marco Torricelli, fumettista italiano
- 1957 - Yoon In-seon, ex calciatore sudcoreano
- 1958 - Josef Ascanio, ex taekwondoka italiano
- 1958 - Michel Bibard, ex calciatore francese
- 1958 - Candi Clarkson, ex cestista canadese
- 1958 - Vincenzo Garofalo, politico italiano
- 1958 - Curt Giles, ex hockeista su ghiaccio canadese
- 1958 - Miodrag Ješić, calciatore e allenatore di calcio serbo († 2022)
- 1958 - Blanka Linhartová, ex cestista cecoslovacca
- 1958 - Stacey Q, cantante e attrice statunitense
- 1958 - Hinako Sugiura, fumettista giapponese († 2005)
- 1958 - Gregory Widen, sceneggiatore e regista statunitense
- 1958 - Tom Zenk, wrestler e culturista statunitense († 2017)
- 1959 - Cherie Currie, cantante e attrice statunitense
- 1959 - Carsta Genäuß, ex canoista tedesca
- 1959 - Sylvia Hanika, tennista tedesca
- 1959 - Les Mayfield, regista e produttore televisivo statunitense
- 1959 - Linton Townes, ex cestista statunitense
- 1959 - András Veres, vescovo cattolico ungherese
- 1959 - Jaromír Šindel, ex hockeista su ghiaccio ceco
- 1960 - Hiam Abbass, attrice e regista palestinese
- 1960 - Shahrokh Bayani, ex calciatore iraniano
- 1960 - Marco Brambilla, artista e regista italiano
- 1960 - Darren Daye, ex cestista statunitense
- 1960 - Laura Froner, politica italiana
- 1960 - Tom Kalin, regista, sceneggiatore e produttore cinematografico statunitense
- 1960 - Jason Katims, sceneggiatore, produttore televisivo e drammaturgo statunitense
- 1960 - Martin Leiner, teologo tedesco
- 1960 - Gary Lineker, ex calciatore inglese
- 1960 - Cinzia Valt, ex sciatrice alpina e sciatrice d'erba italiana
- 1960 - Wang Dongning, ex calciatore cinese
- 1960 - Jean-Louis Zanon, ex calciatore francese
- 1961 - Bobby Coy, ex calciatore inglese
- 1961 - Innocent Egbunike, ex velocista nigeriano
- 1961 - Nicolette Hellemans, ex canottiera olandese
- 1961 - Elisabetta Introini, ex canoista italiana
- 1961 - Lo Chen-Jung, ex giocatore di baseball taiwanese
- 1961 - Ian Morris, ex velocista trinidadiano
- 1961 - Wadeck Stanczak, attore francese
- 1961 - Rupert Wainwright, regista inglese
- 1962 - Füzuli Allahverdiyev, ex calciatore azero
- 1962 - Aleksandr Borodjuk, allenatore di calcio e ex calciatore russo
- 1962 - Neil Burger, regista, sceneggiatore e produttore cinematografico statunitense
- 1962 - Troy Douglas, ex velocista bermudiano
- 1962 - P. J. Hogan, regista e sceneggiatore australiano
- 1962 - Bo Jackson, ex giocatore di football americano, giocatore di baseball e attore statunitense
- 1962 - Trond Johansen, ex calciatore norvegese
- 1962 - Werner Kiem, dirigente sportivo e ex biatleta italiano
- 1962 - Kim Bong-Soo, ex tennista sudcoreano
- 1962 - Daniel Minahan, regista e sceneggiatore statunitense
- 1962 - Jimmy Del Ray, wrestler statunitense († 2014)
- 1962 - Stacey Sher, produttrice cinematografica e produttrice televisiva statunitense
- 1963 - Lori Clarke, ex cestista canadese
- 1963 - József Gregor, ex calciatore ungherese
- 1963 - Herbert Márquez, ex calciatore venezuelano
- 1963 - David Norrie, ex giocatore di football americano statunitense
- 1963 - Andrés Paz, ex calciatore venezuelano
- 1963 - Gianfranco Rosi, regista italiano
- 1963 - Tianna, ex attrice pornografica statunitense
- 1964 - Richard Brake, attore britannico
- 1964 - Agnès Callamard, attivista, funzionaria e diplomatica francese
- 1964 - Fabio Fazio, conduttore televisivo, autore televisivo e produttore televisivo italiano
- 1964 - Roberta Gambarini, cantante italiana
- 1964 - Carlo Gerosa, ex sciatore alpino italiano
- 1964 - Fernando Hernández Leyva, serial killer messicano
- 1964 - Thomas Hettche, scrittore tedesco
- 1964 - Emmanuel Lubezki, direttore della fotografia messicano
- 1964 - Luiz Henrique Mandetta, politico e medico brasiliano
- 1964 - Manuel Martín Cuenca, regista e sceneggiatore spagnolo
- 1964 - Michael Matijevic, cantante statunitense
- 1964 - Scott Silver, sceneggiatore e regista statunitense
- 1964 - David Wood, ex cestista statunitense
- 1964 - Henk-Jan Zwolle, ex canottiere olandese
- 1964 - Paula van der Oest, regista e sceneggiatrice olandese
- 1965 - Aldair, dirigente sportivo e ex calciatore brasiliano
- 1965 - Gianmarco Busca, vescovo cattolico italiano
- 1965 - Guido Castelli, politico italiano
- 1965 - Fumihito, principe Akishino, principe giapponese
- 1965 - Nina Jacobson, produttrice cinematografica statunitense
- 1965 - Kevin Poulsen, giornalista e hacker statunitense
- 1965 - Steven Quale, regista, sceneggiatore e montatore statunitense
- 1965 - Ben Stiller, attore, comico e regista statunitense
- 1965 - Anthony Taylor, ex cestista statunitense
- 1965 - Andrew Tiernan, attore britannico
- 1965 - Megumi Urawa, doppiatrice giapponese
- 1965 - Stephanie Venditto, attrice statunitense
- 1965 - Georgina Wheatcroft, giocatrice di curling canadese
- 1965 - Antonio Zappi, ex arbitro di calcio italiano
- 1966 - Lenny Abrahamson, regista e sceneggiatore irlandese
- 1966 - Nigel Adams, politico britannico
- 1966 - Mahir Əliyev, ex calciatore azero
- 1966 - David Berkoff, ex nuotatore statunitense
- 1966 - Philippe Bozon, allenatore di hockey su ghiaccio e ex hockeista su ghiaccio francese
- 1966 - Andrea Ge, batterista italiano
- 1966 - Kim Kielsen, politico groenlandese
- 1966 - Kipkemboi Kimeli, mezzofondista e maratoneta keniota († 2010)
- 1966 - Kent Kinnear, ex tennista statunitense
- 1966 - David Nicholls, scrittore, sceneggiatore e autore televisivo britannico
- 1966 - Mika Salo, ex pilota automobilistico finlandese
- 1966 - Claudio Zuliani, giornalista e telecronista sportivo italiano
- 1967 - Giovanni Amato, trombettista e compositore italiano
- 1967 - Alberto Cola, scrittore e autore di fantascienza italiano
- 1967 - Giorgio Falco, scrittore italiano
- 1967 - Richard Harry, ex rugbista a 15 australiano
- 1967 - Ulf Hielscher, bobbista tedesco
- 1967 - Albert Ostermaier, scrittore tedesco
- 1967 - Bent Ånund Ramsfjell, giocatore di curling norvegese
- 1967 - John Turner, ex cestista statunitense
- 1967 - Akinobu Yokouchi, allenatore di calcio e ex calciatore giapponese
- 1968 - Anca Boagiu, politica rumena
- 1968 - Des'ree, cantante e compositrice britannica
- 1968 - Guðni Thorlacius Jóhannesson, storico e politico islandese
- 1968 - Laurent Jalabert, ex ciclista su strada e dirigente sportivo francese
- 1968 - Kim Jung-hyuk, ex calciatore sudcoreano
- 1968 - Carlos Latuff, disegnatore e vignettista brasiliano
- 1968 - Rica Matsumoto, doppiatrice e cantante giapponese
- 1968 - Francie Swift, attrice statunitense
- 1969 - David Auburn, drammaturgo e sceneggiatore statunitense
- 1969 - Larry Brown, ex giocatore di football americano statunitense
- 1969 - Francesco Caremani, giornalista italiano
- 1969 - Diao Yinan, regista e sceneggiatore cinese
- 1969 - Marcus Feinbier, allenatore di calcio e ex calciatore tedesco
- 1969 - Martin Hvastija, ex ciclista su strada sloveno
- 1969 - Marin Lalić, ex calciatore croato
- 1969 - David Lindsay-Abaire, drammaturgo e sceneggiatore statunitense
- 1969 - Matilde Marcolli, fisica e matematica italiana
- 1969 - Jean-Martin Mouloungui, ex calciatore gabonese
- 1969 - Conan Stevens, attore, sceneggiatore e ex wrestler australiano
- 1969 - Fabrizio Tosini, ex bobbista italiano
- 1969 - Chris Weitz, regista, sceneggiatore e produttore cinematografico statunitense
- 1970 - Phil Babb, ex calciatore irlandese
- 1970 - Yayuk Basuki, ex tennista, telecronista sportiva e politica indonesiana
- 1970 - Michelle Burke, attrice statunitense
- 1970 - Jacek Gdański, scacchista polacco
- 1970 - Michel Giovannetti, chitarrista francese
- 1970 - Tayari Jones, scrittrice statunitense
- 1970 - Walter Emanuel Jones, attore statunitense
- 1970 - Aneta Kaušaitė, ex cestista lituana
- 1970 - Jurgita Kaušaitė, ex cestista lituana
- 1970 - Brian McAllister, ex calciatore scozzese
- 1970 - Óscar Mena, ex calciatore e allenatore di calcio argentino
- 1970 - Perrey Reeves, attrice statunitense
- 1970 - Natalie Williams, ex cestista, ex pallavolista e dirigente sportivo statunitense
- 1971 - Stephen Abarowei, ex calciatore e ex giocatore di calcio a 5 nigeriano
- 1971 - Darren Barnard, ex calciatore inglese
- 1971 - Mario Abdo Benítez, politico e imprenditore paraguaiano
- 1971 - Olena Dejnyčenko, ex cestista ucraina
- 1971 - Pia Olsen Dyhr, politica danese
- 1971 - Jessalyn Gilsig, attrice canadese
- 1971 - Ian Mork, allenatore di calcio e ex calciatore statunitense
- 1971 - Sabrina Nobile, conduttrice televisiva italiana
- 1971 - Kristi Noem, politica statunitense
- 1971 - Pedro Pineda, ex calciatore messicano
- 1971 - Issa Sanogo, ex calciatore burkinabé
- 1971 - Fabrice Tarrin, fumettista e illustratore francese
- 1971 - Matthew G. Taylor, attore canadese
- 1971 - Gerard van Velde, ex pattinatore di velocità su ghiaccio olandese
- 1971 - Aden Young, attore australiano
- 1972 - Christophe Beck, compositore canadese
- 1972 - Aleš Brezavšček, ex sciatore alpino sloveno
- 1972 - Pigeon John, rapper statunitense
- 1972 - Igor Grosu, politico moldavo
- 1972 - Antwon Hoard, ex cestista statunitense
- 1972 - Stanislav Kitto, ex calciatore estone
- 1972 - David Michôd, regista, sceneggiatore e produttore cinematografico australiano
- 1972 - Sébastien Migné, allenatore di calcio e ex calciatore francese
- 1972 - Samba N'Diaye, ex calciatore senegalese
- 1972 - Adamantia Paizis, astrofisica, divulgatrice scientifica e scacchista italiana
- 1972 - Yolanda Soares, cantante portoghese
- 1972 - Adam Stockhausen, scenografo statunitense
- 1972 - Abel Xavier, allenatore di calcio e ex calciatore portoghese
- 1973 - Nimród Antal, regista, attore e sceneggiatore statunitense
- 1973 - Mikaela Calcagno, giornalista e conduttrice televisiva italiana
- 1973 - Christian, wrestler canadese
- 1973 - Fab Filippo, attore, scrittore e regista canadese
- 1973 - Giulia Franzoso, doppiatrice, direttrice del doppiaggio e attrice italiana
- 1973 - Michaël Goossens, ex calciatore belga
- 1973 - Igor Jovićević, allenatore di calcio e ex calciatore croato
- 1973 - Angélica Ksyvickis, cantante, conduttrice televisiva e attrice brasiliana
- 1973 - Andrea e Michele, conduttore radiofonico italiano
- 1973 - Seth Morrison, sciatore statunitense
- 1973 - Kai Røberg, ex calciatore norvegese
- 1973 - David Roditi, allenatore di tennis e ex tennista messicano
- 1973 - Shi Zhao Huang, pilota motociclistico cinese
- 1973 - Jim Stolze, scrittore e imprenditore olandese
- 1973 - Ian Wynne, canoista britannico
- 1974 - Augustine Ahinful, ex calciatore ghanese
- 1974 - Domenico Gualdi, ex ciclista su strada italiano
- 1974 - Nate Hobgood-Chittick, giocatore di football americano statunitense († 2017)
- 1974 - Jérôme Ducros, pianista e compositore francese
- 1974 - Yuki Kaida, doppiatrice e conduttrice radiofonica giapponese
- 1974 - Karin Moroder, ex fondista italiana
- 1974 - Dave Morrison, ex calciatore inglese
- 1974 - Franck Perque, ex ciclista su strada e pistard francese
- 1974 - Arnaud Vincent, pilota motociclistico francese
- 1974 - Marina de Tavira, attrice messicana
- 1975 - Abdallah Bah, ex calciatore guineano
- 1975 - Erika Bello, ex canottiera italiana
- 1975 - Mark Blount, ex cestista statunitense
- 1975 - Adriana Damato, soprano italiano
- 1975 - Onofrio Di Bella, militare italiano
- 1975 - Rosey Fletcher, ex snowboarder statunitense
- 1975 - Adnan Gušo, ex calciatore bosniaco
- 1975 - Gonzalo Martínez, ex calciatore colombiano
- 1975 - Mindy McCready, cantante statunitense († 2013)
- 1975 - Omar Milanetto, dirigente sportivo e ex calciatore italiano
- 1975 - Mehrdad Minavand, calciatore iraniano († 2021)
- 1975 - Sonia Prina, contralto italiano
- 1975 - Joseph-Berlioz Randriamihaja, ex ostacolista malgascio
- 1975 - IronE Singleton, attore statunitense
- 1975 - Ben Thatcher, ex calciatore inglese
- 1975 - Raffaele Andrea Viscuso, cantautore, compositore e produttore discografico italiano
- 1975 - Linda Wagenmakers, cantante olandese
- 1976 - Sebastiano Barbanti, politico italiano
- 1976 - Marta Burgay, astrofisica italiana
- 1976 - Ashley Davenport, ex sciatrice alpina statunitense
- 1976 - Hüseyin Göçek, arbitro di calcio turco
- 1976 - Josh Lewsey, ex rugbista a 15 britannico
- 1976 - Eneko Llanos, triatleta spagnolo
- 1976 - Gail Miller, pallanuotista australiana
- 1976 - Paul Nuttall, politico britannico
- 1976 - Brahim Ould Malha, ex calciatore mauritano
- 1976 - Greg Stolt, ex cestista statunitense
- 1977 - Richard Anderson, ex cestista canadese
- 1977 - Steve Aoki, disc jockey e produttore discografico statunitense
- 1977 - Alessio Bax, pianista italiano
- 1977 - Massimiliano Bellarte, allenatore di calcio a 5 italiano
- 1977 - Dawn Birley, attrice, conduttrice televisiva e taekwondoka canadese
- 1977 - Choi Chul-woo, ex calciatore sudcoreano
- 1977 - Nelsan Ellis, attore statunitense († 2017)
- 1977 - Iván Guerrero, allenatore di calcio e calciatore honduregno
- 1977 - Ritchie Humphreys, ex calciatore inglese
- 1977 - Josh Koscheck, ex artista marziale misto statunitense
- 1977 - Miloš Krško, allenatore di calcio e ex calciatore slovacco
- 1977 - Peter Lérant, allenatore di calcio e ex calciatore slovacco
- 1977 - Pape Latyr Ndiaye, calciatore senegalese
- 1977 - Olivier Schoenfelder, ex danzatore su ghiaccio francese
- 1977 - Jussi Tupamäki, allenatore di hockey su ghiaccio e ex hockeista su ghiaccio finlandese
- 1977 - Timo Wenzel, ex calciatore tedesco
- 1977 - Brahim Zafour, ex calciatore algerino
- 1977 - Okan Öztürk, ex calciatore turco
- 1978 - Clay Aiken, cantante statunitense
- 1978 - Jordan Belfi, attore statunitense
- 1978 - Pierrick Fédrigo, ex ciclista su strada francese
- 1978 - Gael García Bernal, attore, regista e sceneggiatore messicano
- 1978 - Matthias Hattenberger, ex calciatore austriaco
- 1978 - Robert Kirkman, fumettista statunitense
- 1978 - Serhij Kostjuk, ex calciatore ucraino
- 1978 - Ante Nazor, allenatore di pallacanestro croato
- 1978 - Máiréad Nesbitt, violinista irlandese
- 1978 - Marius Sava, ex calciatore rumeno
- 1978 - Chris Thompson, nuotatore statunitense
- 1979 - Chris Atkinson, pilota di rally australiano
- 1979 - Yao Aziawonou, ex calciatore togolese
- 1979 - Stephen Campbell Moore, attore britannico
- 1979 - Severn Cullis-Suzuki, attivista, conduttrice televisiva e scrittrice canadese
- 1979 - Filipe da Silva, allenatore di pallacanestro e ex cestista portoghese
- 1979 - Umberto Del Core, ex calciatore italiano
- 1979 - Saif Eldin, calciatore sudanese
- 1979 - Cheikh Gadiaga, ex calciatore senegalese
- 1979 - Jeff Greer, ex cestista statunitense
- 1979 - Janício Martins, ex calciatore capoverdiano
- 1979 - Annemieke Kiesel, allenatrice di calcio e ex calciatrice olandese
- 1979 - Diego Klattenhoff, attore canadese
- 1979 - Andrés Nocioni, ex cestista argentino
- 1979 - Ruslan Poladov, ex calciatore azero
- 1979 - Bart Santana, attore spagnolo
- 1979 - Robbie Stockdale, allenatore di calcio e ex calciatore scozzese
- 1979 - David Howard Thornton, attore statunitense
- 1979 - Iryna Vereščuk, politica ucraina
- 1980 - Jamie Ashdown, ex calciatore inglese
- 1980 - Tom Basden, attore, comico e sceneggiatore britannico
- 1980 - Mark Bastl, ex hockeista su ghiaccio svizzero
- 1980 - Jimmy Baxter, ex cestista statunitense
- 1980 - Aleksandar Đukić, ex calciatore serbo
- 1980 - Ilias Kasidiaris, politico greco
- 1980 - Pepe Julian Onziema, attivista ugandese
- 1980 - Sido, rapper tedesco
- 1980 - Petr Záhrobský, ex sciatore alpino ceco
- 1981 - Houda Benyamina, regista francese
- 1981 - María Castro, attrice spagnola
- 1981 - Chen Qiufan, scrittore di fantascienza cinese
- 1981 - Steffen Driesen, nuotatore tedesco
- 1981 - Teddy Dunn, attore statunitense
- 1981 - Otto Fredrikson, ex calciatore finlandese
- 1981 - Laurent Fressinet, scacchista francese
- 1981 - Adrian Gheorghiu, ex calciatore rumeno
- 1981 - Eduardo Gonçalves de Oliveira, ex calciatore brasiliano
- 1981 - Luo Jin, attore e cantante cinese
- 1981 - Márcio Richardes, ex calciatore brasiliano
- 1981 - Marcus Mokaké, ex calciatore camerunese
- 1981 - Pedro Oliveira, allenatore di calcio e ex calciatore portoghese
- 1981 - Sebastian Przyrowski, calciatore polacco
- 1981 - Emanuele Sborgia, pallavolista italiano
- 1981 - Elroy Smith, calciatore beliziano
- 1981 - Maya Zapata, attrice messicana
- 1982 - Morjana Alaoui, attrice marocchina
- 1982 - Tony Bellew, ex pugile e attore britannico
- 1982 - Anine Bing, modella e cantante danese
- 1982 - Luis Chicas, ex calciatore e ex giocatore di calcio a 5 guatemalteco
- 1982 - Elisha Cuthbert, attrice canadese
- 1982 - Vítor Hugo, ex giocatore di calcio a 5 portoghese
- 1982 - Medina, cantautrice danese
- 1982 - Kelly Jennings, ex giocatore di football americano statunitense
- 1982 - Diego Nunes, artista marziale misto brasiliano
- 1982 - Pablo Pin, allenatore di pallacanestro spagnolo
- 1982 - Jason Pominville, hockeista su ghiaccio statunitense
- 1982 - Domenico Pozzovivo, ex ciclista su strada italiano
- 1982 - Ai Tominaga, modella giapponese
- 1982 - Armen Vardanyan, lottatore armeno
- 1982 - Astrid Vierthaler, ex sciatrice alpina austriaca
- 1983 - Oleksandr Alf'orov, militare e storico ucraino
- 1983 - Anastasija Baburova, giornalista ucraina († 2009)
- 1983 - David Carney, ex calciatore australiano
- 1983 - Adrian Cristea, ex calciatore rumeno
- 1983 - Paolo de la Haza, calciatore peruviano
- 1983 - Guillaume Gouix, attore francese
- 1983 - Matthew Heineman, regista, produttore cinematografico e direttore della fotografia statunitense
- 1983 - Sara Lindborg, ex fondista svedese
- 1983 - Andrew Newell, fondista statunitense
- 1983 - Teresa Nzola Meso Ba, triplista angolana
- 1983 - Vladislav Poljakov, ex nuotatore kazako
- 1984 - Pita Baleitoga, calciatore figiano
- 1984 - Rosa María Guerrero, atleta paralimpica messicana
- 1984 - Markus Holgersson, ex calciatore svedese
- 1984 - Alan Hutton, ex calciatore scozzese
- 1984 - Nigel de Jong, dirigente sportivo e ex calciatore olandese
- 1984 - Omahyra Mota, supermodella dominicana
- 1984 - Dawid Nowak, ex calciatore polacco
- 1984 - Ol'ga Rypakova, triplista, lunghista e multiplista kazaka
- 1984 - Francisco Sandaza, ex calciatore spagnolo
- 1984 - Lydia Wilson, attrice britannica
- 1985 - Brigitte Acton, ex sciatrice alpina canadese
- 1985 - Leon Barnett, ex calciatore inglese
- 1985 - Moustapha Bayal Sall, calciatore senegalese
- 1985 - Casely, cantante statunitense
- 1985 - Kaley Cuoco, attrice statunitense
- 1985 - Ednei, calciatore brasiliano
- 1985 - İsmail Hacıoğlu, attore turco
- 1985 - Daniel Ings, attore britannico
- 1985 - Zane Jākobsone, ex cestista lettone
- 1985 - Barbara Mamabolo, attrice canadese
- 1985 - Hikari Mitsushima, attrice giapponese
- 1985 - Aoi Miyazaki, attrice giapponese
- 1985 - Taras Šelestjuk, pugile ucraino
- 1985 - Athōs Solōmou, ex calciatore cipriota
- 1985 - Liam Tamne, attore e cantante inglese
- 1985 - Christine Teigen, modella e conduttrice televisiva statunitense
- 1986 - Abdoulaye Baldé, calciatore francese
- 1986 - Silvia Bertagna, ex sciatrice freestyle italiana
- 1986 - Salvatore Bocchetti, allenatore di calcio e ex calciatore italiano
- 1986 - Boggie, cantautrice ungherese
- 1986 - Jordan Farmar, ex cestista statunitense
- 1986 - Evgenija Lineckaja, tennista russa
- 1986 - Nadir Manuel, cestista angolana
- 1986 - Yumi Mizuta, pallavolista giapponese
- 1986 - Tim Myers, cantautore, musicista e produttore discografico statunitense
- 1986 - Felix Reda, politico tedesco
- 1987 - Mahmoud Abou El-Saoud, calciatore egiziano
- 1987 - Nate Allen, giocatore di football americano statunitense
- 1987 - Vasilisa Bardina, ex tennista russa
- 1987 - Demarcus Dobbs, giocatore di football americano statunitense
- 1987 - Yoann Décimus, velocista e ostacolista francese
- 1987 - Max Gradel, calciatore ivoriano
- 1987 - Christel Khalil, attrice statunitense
- 1987 - Valentin Konovalov, politico russo
- 1987 - Vladislavs Kozlovs, ex calciatore lettone
- 1987 - Anne Kyllönen, fondista finlandese
- 1987 - Bakri Almadina, calciatore sudanese
- 1987 - Naomi, wrestler e ballerina statunitense
- 1987 - Daniel Noboa, politico e imprenditore ecuadoriano
- 1987 - Dougie Poynter, bassista, modello e stilista britannico
- 1987 - Faye Runaway, ex attrice pornografica statunitense
- 1987 - Victoria Thornley, canottiera britannica
- 1988 - James Brooks, ex giocatore di football americano e allenatore di football americano statunitense
- 1988 - James Brown, giocatore di football americano statunitense
- 1988 - Yacouba Diarra, ex calciatore maliano
- 1988 - Vladimir Dimitrovski, ex calciatore macedone
- 1988 - Phillip Hughes, crickettista australiano († 2014)
- 1988 - Johndre Jefferson, cestista statunitense
- 1988 - Kurdo, rapper tedesco
- 1988 - Benjamin Lüthi, ex calciatore svizzero
- 1988 - Francis Mbome, ex calciatore camerunese
- 1988 - Juraj Mikuš, hockeista su ghiaccio slovacco
- 1988 - Hermann Nikièma, calciatore burkinabè
- 1988 - Giulia Occhipinti, cestista italiana
- 1988 - Veronica Privitera, ex calciatrice e giocatrice di calcio a 5 italiana
- 1988 - Rebecca Rittenhouse, attrice statunitense
- 1988 - Carli de Murga, calciatore spagnolo
- 1988 - Kristjan Čujec, ex giocatore di calcio a 5 sloveno
- 1989 - Mudir Al-Radaei, calciatore yemenita
- 1989 - Paulo Albarracín, ex calciatore peruviano
- 1989 - Mohamed Aoudou, ex calciatore beninese
- 1989 - Gabriela Belisario, attrice italiana
- 1989 - Christian Bwamy, ex calciatore keniota
- 1989 - Íñigo Cervantes, tennista spagnolo
- 1989 - Adelaide Clemens, attrice australiana
- 1989 - Dieylani Fall, calciatore senegalese
- 1989 - Kimberly Hill, ex pallavolista statunitense
- 1989 - Ahmed Mahmoud, calciatore emiratino
- 1989 - Lee Jung-su, pattinatore di short track sudcoreano
- 1989 - Quini, calciatore spagnolo
- 1989 - Félix Micolta, calciatore colombiano
- 1989 - Ferguson Rotich, mezzofondista keniota
- 1989 - Adama François Sene, calciatore senegalese
- 1989 - Vladimír Weiss, calciatore slovacco
- 1990 - Miiko Albornoz, calciatore svedese
- 1990 - Gabriel Ávalos, calciatore paraguaiano
- 1990 - Magnus Carlsen, scacchista norvegese
- 1990 - Alfredo Donnarumma, calciatore italiano
- 1990 - Markus Eder, sciatore freestyle italiano
- 1990 - Jesús Ezquerra, ex ciclista su strada spagnolo
- 1990 - Michaela Gallo, attrice statunitense
- 1990 - Marc Goos, ex ciclista su strada olandese
- 1990 - DeWayne Jackson, cestista statunitense
- 1990 - Simon Kostner, hockeista su ghiaccio italiano
- 1990 - Julija Mal'ceva, discobola russa
- 1990 - Matic Maruško, calciatore sloveno
- 1990 - Antoine N'Gossan, ex calciatore ivoriano
- 1990 - Kyrylo Natjažko, cestista ucraino
- 1990 - Lucas Parodi, calciatore argentino
- 1990 - Eleutherios Petrounias, ginnasta greco
- 1990 - Tim Phillips, nuotatore statunitense
- 1990 - Jevhen Jevhenovyč Šachov, ex calciatore ucraino
- 1990 - Dávid Sigér, calciatore ungherese
- 1990 - Nick Walsh, arbitro di calcio scozzese
- 1991 - Antonio Asanović, ex calciatore croato
- 1991 - Yacouba Nambelesseny Bamba, ex calciatore ivoriano
- 1991 - Elena Bestagno, cestista italiana
- 1991 - Ryan Bowman, calciatore inglese
- 1991 - Xavier Cooper, giocatore di football americano statunitense
- 1991 - Jakob Gorecki, giocatore di football americano svedese
- 1991 - Michael Gospodarek, cestista polacco
- 1991 - Plamen Iliev, calciatore bulgaro
- 1991 - Eiichi Katayama, calciatore giapponese
- 1991 - Juan Martín Lucero, calciatore argentino
- 1991 - Dexter McDonald, giocatore di football americano statunitense
- 1991 - Lucas Pittinari, ex calciatore argentino
- 1991 - Bradley Vincent, nuotatore mauriziano
- 1992 - Mahmoud Al-Mawas, calciatore siriano
- 1992 - Éver Alvarado, calciatore honduregno
- 1992 - An Song-il, calciatore nordcoreano
- 1992 - Lola Bessis, attrice, regista e sceneggiatrice francese
- 1992 - Abzal Beýsebekov, calciatore kazako
- 1992 - Samuel Costa, ex combinatista nordico italiano
- 1992 - Koffi Djidji, calciatore francese
- 1992 - Amaury Escoto, calciatore messicano
- 1992 - Umar Eshmurodov, calciatore uzbeko
- 1992 - Oka Giner, attrice e modella messicana
- 1992 - Doran Grant, ex giocatore di football americano statunitense
- 1992 - Manabu Ishibashi, ciclista su strada giapponese
- 1992 - Rodrick Kabwe, calciatore zambiano
- 1992 - Samson Lee, rugbista a 15 britannico
- 1992 - Braxton Miller, giocatore di football americano statunitense
- 1992 - Darko Pešić, multiplista montenegrino
- 1992 - Régis Augusto Salmazzo, calciatore brasiliano
- 1992 - Massimo Pericolo, rapper italiano
- 1993 - Tom Blomqvist, pilota automobilistico britannico
- 1993 - Stevie Browning, ex cestista statunitense
- 1993 - Daniel Carr, calciatore inglese
- 1993 - Yūri Chinen, attore e cantante giapponese
- 1993 - Marta Filippi, doppiatrice, comica e attrice italiana
- 1993 - Dinos, rapper e cantante francese
- 1993 - Kehri Jones, bobbista statunitense
- 1993 - Tim Leibold, calciatore tedesco
- 1993 - Lost Frequencies, disc jockey e produttore discografico belga
- 1993 - Julián Navas, calciatore argentino
- 1993 - Giulian Pedone, pilota motociclistico svizzero
- 1993 - Óscar Salas, calciatore honduregno
- 1993 - Seidu Salifu, ex calciatore ghanese
- 1993 - Kevon Seymour, giocatore di football americano statunitense
- 1993 - Charlie Stemp, attore teatrale, cantante e ballerino inglese
- 1994 - Anthony Averett, giocatore di football americano statunitense
- 1994 - Fuad Bayramov, ex calciatore azero
- 1994 - Marko Daňo, hockeista su ghiaccio slovacco
- 1994 - Semih Güler, calciatore tedesco
- 1994 - Brendan Hines-Ike, calciatore statunitense
- 1994 - Chris Kablan, calciatore svizzero
- 1994 - Hussain Abbas, calciatore emiratino
- 1994 - Lui Lai Yiu, ostacolista hongkonghese
- 1994 - Reggie Lynch, cestista statunitense
- 1994 - Kadú, calciatore angolano
- 1994 - William Melling, attore britannico
- 1994 - Roy Nissany, pilota automobilistico israeliano
- 1994 - Enrico Salvador, ex ciclista su strada italiano
- 1994 - Giacomo Simoncini, politico sammarinese
- 1994 - Franklin Wadja, calciatore camerunese
- 1995 - Bryan Angulo, calciatore ecuadoriano
- 1995 - Gustavo Barreto, calciatore brasiliano
- 1995 - Mingijan Beveev, calciatore russo
- 1995 - Victoria Duval, tennista statunitense
- 1995 - James Horsfield, ex calciatore inglese
- 1995 - Erick Iragua, calciatore boliviano
- 1995 - Momoyo Koyama, attrice, doppiatrice e cantante giapponese
- 1995 - Ali Madan, calciatore bahreinita
- 1995 - Henrique Gomes, calciatore portoghese
- 1995 - Danny Musovski, calciatore statunitense
- 1995 - Denis Myšák, canoista slovacco
- 1995 - Lancey Foux, rapper britannico
- 1995 - Desevio Payne, calciatore statunitense
- 1995 - Quan Huilin, sciatrice freestyle cinese
- 1995 - Marco Rosa Blanco, calciatore spagnolo
- 1995 - Rafael Ratão, calciatore brasiliano
- 1996 - Tidjan Keita, cestista francese
- 1996 - Mikko Kuningas, calciatore finlandese
- 1996 - Anupart Luangsodsai, attore thailandese
- 1996 - Pablo Martínez Morales, ex calciatore paraguaiano
- 1996 - Raz Meir, calciatore israeliano
- 1996 - Jordan Ogundiran, cestista statunitense
- 1996 - Mathias Pereira Lage, calciatore francese
- 1996 - Patrick Pflücke, calciatore tedesco
- 1996 - Rodrigo Viera, calciatore uruguaiano
- 1996 - Dutty Dior, rapper e cantante norvegese († 2024)
- 1997 - Elvis Afrifa, velocista olandese
- 1997 - Magali Kempen, tennista belga
- 1997 - Liu Huixia, tuffatrice cinese
- 1997 - Kai McKenzie-Lyle, calciatore guyanese
- 1997 - Brayan Rojas, calciatore costaricano
- 1997 - Antilai Sandrini, danzatrice e artista marziale italiana
- 1998 - Ryan Grantham, attore e assassino canadese
- 1998 - Albert Kuchler, fondista tedesco
- 1998 - Charalampos Kyriakidīs, calciatore cipriota
- 1998 - Leonardo Lopes, calciatore portoghese
- 1998 - Boye Mafe, giocatore di football americano statunitense
- 1998 - Pedro Pascottini, giocatore di calcio a 5 paraguaiano
- 1998 - Grant Williams, cestista statunitense
- 1999 - Rocky Bushiri, calciatore belga
- 1999 - Giorgio Galipò, cestista italiano
- 1999 - Roman Mejia, ballerino statunitense
- 1999 - Tecla Pettenuzzo, calciatrice italiana
- 1999 - Dora, cantante russa
- 2000 - Ethan Britto, calciatore gibilterriano
- 2000 - Kévin Denkey, calciatore togolese
- 2000 - Cristian Gutiérrez, calciatore spagnolo
- 2000 - Anam Imo, calciatrice nigeriana

## XXI secolo(22)
- 2001 - Ayaulum Amrenova, sciatrice freestyle kazaka
- 2001 - Jordán Carrillo, calciatore messicano
- 2001 - Alejandro Fernández Nieto, giocatore di football americano spagnolo
- 2001 - Elias Manoel, calciatore brasiliano
- 2001 - Andru Phillips, giocatore di football americano statunitense
- 2001 - Yudai Takahashi, lottatore giapponese
- 2002 - Carlos Alcaraz, calciatore argentino
- 2002 - Tiago Çukur, calciatore turco
- 2002 - Dont'e Thornton, giocatore di football americano statunitense
- 2002 - Bénie Traoré, calciatore ivoriano
- 2003 - Jahi Di'Allo Winston, attore statunitense
- 2003 - Mahamadou Diarra, calciatore maliano
- 2003 - Aleksandăr Nikolov, pallavolista bulgaro
- 2003 - Abderezak Suleman, mezzofondista eritreo
- 2003 - Gregory Torres, pallavolista portoricano
- 2003 - Zhaniya Zhiyengazy, nuotatrice artistica kazaka
- 2004 - Mateo Jurić-Petrašilo, calciatore croato
- 2004 - Agustín Soria, calciatore uruguaiano
- 2005 - Mattia Taiti, hockeista su pista italiano
- 2006 - Lazar Jovanović, calciatore serbo
- 2006 - Weng Yangning, saltatrice con gli sci cinese
- 2007 - Alida Baldari Calabria, attrice italiana

## Senza anno specificato(2)
- Gregorio di Tours, vescovo francese († 594)
- Priamo della Quercia, pittore e miniatore italiano († 1467)